# Feminismo na Rússia
O feminismo na Rússia surgiu no século XVIII, influenciado pelo Iluminismo da Europa Ocidental e principalmente confinado à aristocracia. Ao longo do século XIX, a ideia do feminismo permaneceu intimamente ligada à política revolucionária e à reforma social. No século XX as feministas russas, inspiradas pela doutrina socialista, mudaram o seu foco de obras filantrópicas para a organização entre camponeses e operários. Após a Revolução de Fevereiro de 1917, o lobby feminista ganhou o sufrágio e igualdade geral para as mulheres na sociedade. Durante esse período, a preocupação com o feminismo variou dependendo da demografia e da situação económica.

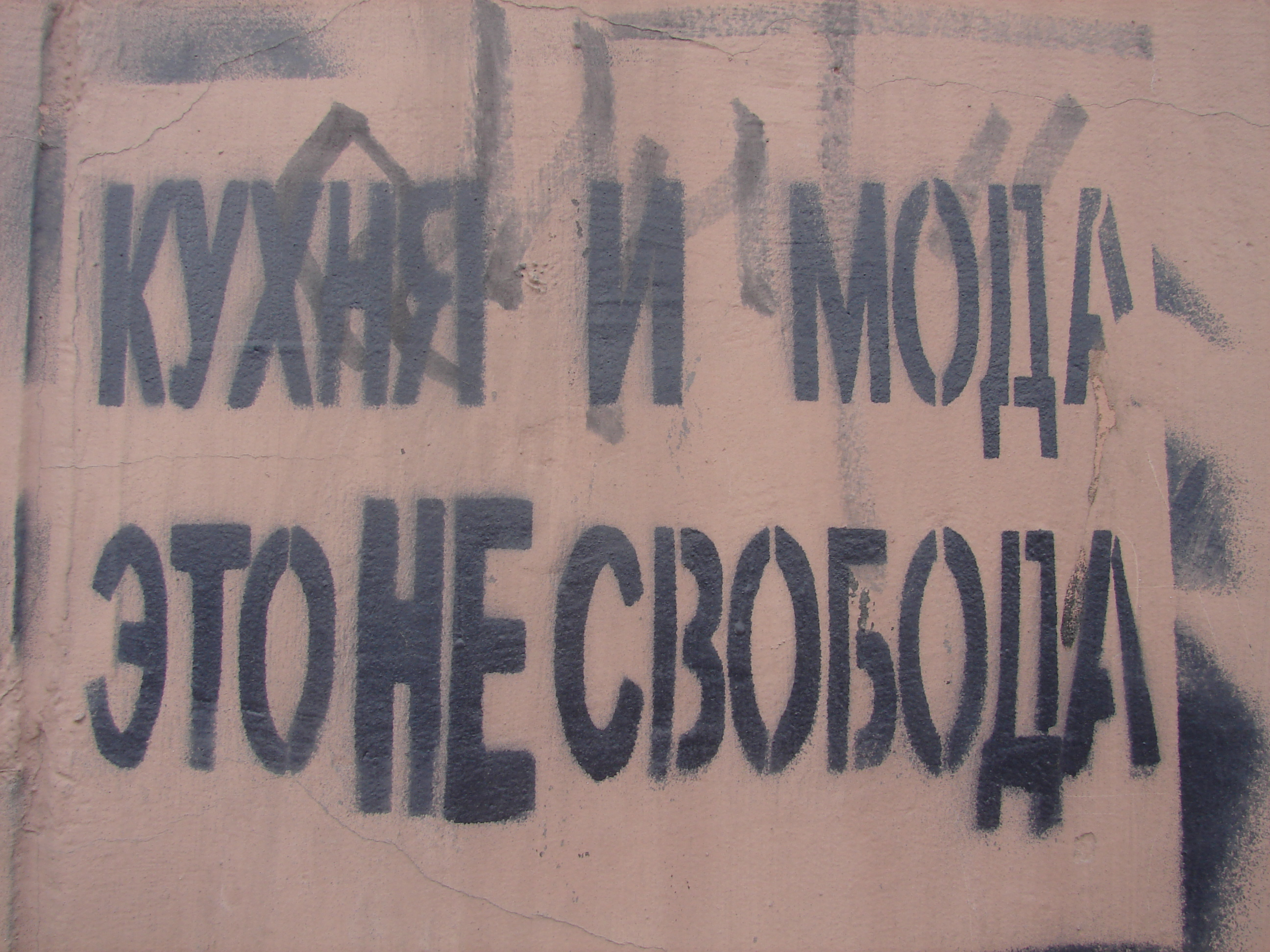
"Cozinha e moda – isso NÃO é liberdade": grafiti feminista em São Petersburgo, 2006

Após a queda da União Soviética em 1991, círculos feministas surgiram entre a intelligentsia, embora o termo continue a ter conotações negativas entre os russos contemporâneos. No século XXI, algumas feministas russas, como a banda de punk-rock Pussy Riot, voltaram a alinhar-se com movimentos antigovernamentais, como nas manifestações de 2012 contra o presidente Vladimir Putin, que levaram a uma advogada a representar a Igreja Ortodoxa Russa chamar o feminismo de "pecado mortal".

## Origens

### Século XVIII
O feminismo russo surgiu no século XVIII, influenciado pelo Iluminismo da Europa Ocidental e o papel proeminente da mulher como símbolo da democracia e da liberdade na Revolução Francesa. Notáveis figuras intelectuais russas do século XIX, como Alexander Pushkin e Alexander Herzen, escreveram positivamente sobre o aumento do poder e independência das mulheres na sua sociedade e apoiaram a crescente preocupação com a igualdade de género. No seu influente romance O que fazer?, o escritor Nikolai Chernyshevski incorporou as novas ideias feministas na heroína do romance, Vera Pavlovna, que sonha com uma futura sociedade utópica com perfeita igualdade entre os sexos.

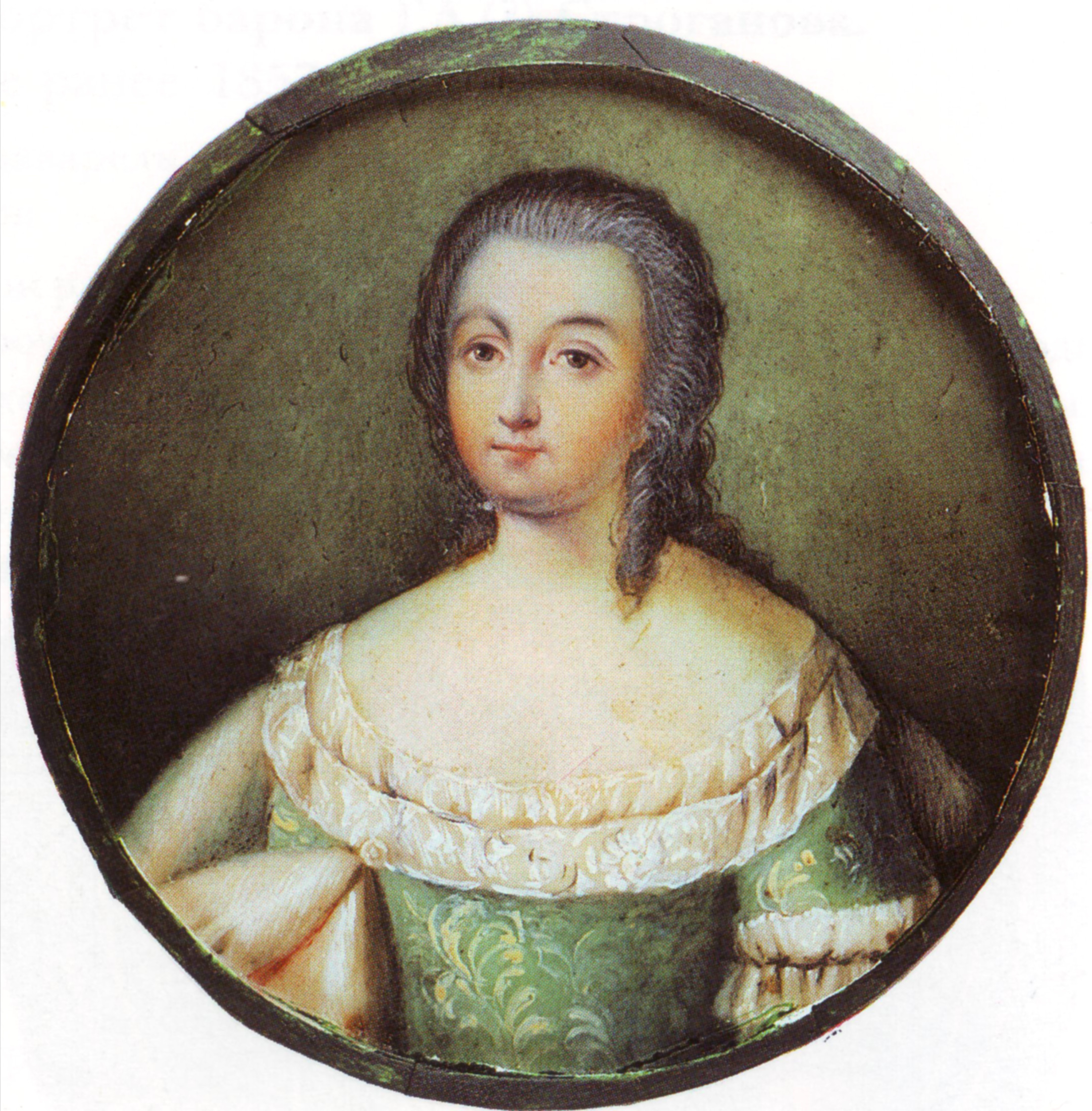
Retrato da princesa Natalia Sheremeteva, primeira autobiógrafa russa e uma das mulheres dezembristas

Na sociedade aristocrática russa, as maiores liberdades permitidas às mulheres levaram ao surgimento da mulher poderosa e socialmente conectada, incluindo figuras icónicas como Catarina, a Grande, Maria Naryshkina e a condessa Maria Razumovskaya. As mulheres também começaram a competir com os homens na esfera literária, com as escritoras, poetas e memorialistas russas a aumentarem em popularidade.

### Século XIX
O afrouxamento das restrições à educação das mulheres e à liberdade pessoal que foram decretadas por Pedro, o Grande, no século XVIII criou uma nova classe de mulheres educadas, como a princesa Natalia Sheremeteva, cuja Notas de 1767 foi a primeira autobiografia de uma mulher na Rússia. No século XIX, Sheremeteva era uma das "mulheres dezembristas", as parentes femininas dos dezembristas. Os dezembristas masculinos foram um grupo de revolucionários aristocráticos que em 1825 foram condenados por conspirar para derrubar o imperador Nicolau I, e muitos dos quais foram condenados a servir em campos de trabalho na Sibéria. Embora as esposas, irmãs e mães dos dezembristas compartilhassem as mesmas visões políticas democráticas liberais que os seus parentes do sexo masculino, elas não foram acusadas de traição porque eram mulheres; no entanto, 11 delas, incluindo Sheremeteva e a princesa Mariya Volkonskaya, ainda escolheram acompanhar seus maridos, irmãos e filhos aos campos de trabalho. Embora fossem retratadas como heroínas na cultura popular, as dezembristas insistiam que estavam simplesmente cumprindo o seu dever para com a família. Enquanto na Sibéria, algumas delas cuidaram não apenas dos seus próprios familiares, mas também dos outros prisioneiros. Elas também criaram instituições importantes como bibliotecas e clínicas, além de organizarem palestras e concertos.

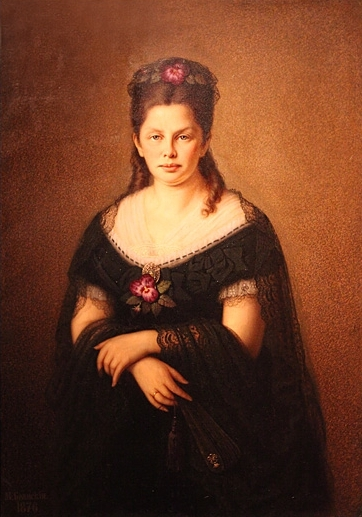
Anna Filosofova, co-fundadora da Sociedade Filantrópica Mútua das Mulheres Russas

Na escrita histórica da época, a devoção humilde das mulheres dezembristas foi contrastada com as intrigas e o hedonismo das aristocratas femininas do século XVIII, como Catarina, a Grande, cujos excessos eram vistos como o perigo de uma libertação para as mulheres repentina demais. Embora não defendessem explicitamente uma agenda feminista, as mulheres dezembristas foram usadas como exemplo por gerações posteriores de feministas russas, cuja preocupação com a igualdade de género também estava ligada a agendas políticas revolucionárias.
No final do século XIX, outras mulheres aristocratas começaram a afastar-se da vida social refinada e concentraram-se na reforma feminista. Entre elas estava Anna Pavlovna Filosofova, uma mulher de uma família aristocrática de Moscovo casada com um burocrata de alto escalão, que dedicou a sua energia a várias sociedades e projetos para beneficiar os pobres e desprivilegiados da sociedade russa, incluindo as mulheres. Juntamente com Maria Trubnikova, Nadezhda Stasova e Evgenia Konradi, ela pressionou o imperador para criar e financiar cursos de ensino superior para mulheres. Ela também foi membro fundadora da Sociedade Filantrópica Mútua das Mulheres Russas e responsável por ajudar a organizar o Congresso Feminino de 1908.
No final do século, algumas das figuras literárias russas mais lidas focaram-se em motivos feministas nas suas obras. Nos seus últimos anos, Leo Tolstoy argumentou contra a instituição tradicional do casamento, comparando-a à prostituição forçada e à escravidão, um tema que ele também tocou no seu romance Anna Karenina. Nas suas peças e contos, Anton Chekhov retratou uma variedade de protagonistas femininas trabalhadoras, de atrizes a governantas, que sacrificaram a estima social e a riqueza em prol da independência financeira e pessoal; apesar desse sacrifício, essas mulheres estão entre as poucas personagens chekhovianas que estão realmente satisfeitas com as suas vidas.

## A Revolução e a era soviética

### Pré-Revolução
No final do século XIX e início do século XX, o foco do feminismo russo mudou da aristocracia para os camponeses e a classe trabalhadora. Imbuídas da ideologia socialista, as mulheres jovens começaram a organizar sindicatos femininos entre operárias fabris, que tendiam a ser ignoradas ou marginalizadas pelos socialistas masculinos.
Entre 1907 e 1917, a Liga pelos Direitos Iguais das Mulheres foi a organização feminista mais importante da Rússia. Como a Sociedade Filantrópica Mútua das Mulheres Russas, ela concentrava-se na educação e no bem-estar social, mas também defendia direitos iguais para as mulheres, incluindo sufrágio, herança igual e o fim das restrições de passaporte. A Revolução de 1917, catalisada em parte por manifestações de mulheres trabalhadoras, gerou uma onda de adesão à organização. No mesmo ano, por causa do lobby contínuo da sociedade, a Rússia tornou-se a primeira grande potência mundial a conceder às mulheres o direito de votar.

Selo a representar a icônica estátua soviética que simbolizava a união de um trabalhador masculino e uma mulher kolkhoz, que representava o ideal de igualdade sob o comunismo.

### Feminismo na sociedade soviética
Vladimir Lenin, que liderou os bolcheviques ao poder na Revolução de Outubro, reconheceu a importância da igualdade das mulheres na União Soviética (URSS) que eles estabeleceram. "Para efetivar a emancipação [da mulher] e torná-la igual ao homem", escreveu ele em 1919, dois anos depois da Revolução, seguindo as teorias marxistas que fundamentavam o comunismo soviético, "é necessário ser socializado e que as mulheres participem nas atividades comuns de trabalho produtivo. Então a mulher será igual ao homem."
Na prática, as mulheres russas viram ganhos massivos nos seus direitos sob o comunismo. O sufrágio feminino foi concedido. O aborto foi legalizado em 1920, tornando a União Soviética o primeiro país a fazê-lo; no entanto, foi proibido novamente entre 1936 e 1955. Em 1922, a violação conjugal tornou-se ilegal na União Soviética. Uma generosa licença de maternidade era legalmente exigida e uma rede nacional de creches foi estabelecida. A primeira constituição do país reconheceu a igualdade de direitos das mulheres.
Embora a ideologia soviética predominante enfatizasse a igualdade total de género, e muitas mulheres soviéticas tivessem empregos e diplomas avançados, elas não participavam em papéis e instituições políticas centrais. Acima dos níveis médios, os líderes políticos e económicos eram predominantemente do sexo masculino. Enquanto que a propaganda afirmava, com precisão, que havia mais mulheres no Soviete Supremo do que nos corpos legislativos da maioria dos países democráticos juntos, apenas duas mulheres, Yekaterina Furtseva e (no seu último ano de existência) Galina Semyonova, foram membros do Politburo do partido, indiscutivelmente o componente mais importante do governo do país.
Na década de 1970, enquanto que a libertação das mulheres era um termo dominante no discurso público americano, nenhum movimento comparável existia na União Soviética, apesar da desigualdade de rendimento baseada no género e uma taxa de trabalho adicional no lar maior do que a experimentada pelas mulheres americanas. Havia também padrões duplos em normas e expectativas sociais. "Um homem pode brincar com outras mulheres, beber, até ser indiferente em relação ao seu trabalho, e isso geralmente é perdoado", escreveu Hedrick Smith, ex-correspondente russo do The New York Times, mas "se uma mulher faz as mesmas coisas, ela é criticada por ter uma abordagem despreocupada em relação ao seu casamento e ao seu trabalho". Numa carta aberta à liderança do país pouco antes de ser expulso em 1974, o escritor dissidente Alexander Solzhenitsyn falou sobre um suposto fardo pesado colocado sobre as mulheres para fazer o trabalho braçal na sociedade soviética: "Como alguém pode deixar de sentir vergonha e compaixão ao ver as nossas mulheres carregando pesados carrinhos de mão de pedras para pavimentar a rua?"

## Glasnost e Rússia pós-soviética
Em meados da década de 1980, Mikhail Gorbatchov instituiu a glasnost, permitindo maior liberdade de expressão e organização do que nunca na URSS. Essa abertura gerou uma explosão na ação política das mulheres, na pesquisa académica e nos empreendimentos artísticos e comerciais. Além disso, as mulheres estavam cientes de que o novo governo ofereceria pouca assistência nas suas lutas económicas e sociais. Os cidadãos da União Soviética podiam apresentar queixas e receber reparação através do Partido Comunista, mas o governo pós-soviético não tinha desenvolvido sistemas de recurso estatal. As mulheres começaram a formar as suas próprias redes de partilha de recursos e apoio emocional, que às vezes se desenvolveram em organizações de base.
Durante a glasnost e após a queda da União Soviética, círculos feministas começaram a surgir entre as mulheres da intelligentsia em grandes centros culturais como Moscovo e São Petersburgo. Na década de 1990, as mulheres russas hesitavam em usar o termo "feminista" para se descrever, porque acreditavam que ele tinha conotações negativas ao longo da história russa, e especialmente após a Revolução, quando foi equiparado à mulher "proletariado". que só se preocupa com a sua carreira, não com a sua família. O ativismo das mulheres russas na década de 1990 não era explicitamente feminista; as mulheres tentaram melhorar as suas condições financeiras e sociais por qualquer meio prático. Dessa luta surgiram comunidades femininas que capacitaram muitas mulheres a afirmarem-se na busca por trabalho, tratamento equitativo e voz política.
A transformação política e económica na Rússia pós-soviética causou um profundo declínio económico na década de 1990 e dificuldades financeiras específicas para as mulheres. Embora muitas tivessem empregos, também era esperado das mulheres serem donas de casa. As mulheres trabalhadoras soviéticas muitas vezes recebiam amplos benefícios de emprego, como longas licenças para cuidar dos filhos, que empurravam as mulheres para o papel de donas de casa. Na década de 1990, o trabalho doméstico tornou-se cada vez mais exigente à medida que a aquisição de bens tornou-se mais demorada na economia reestruturada. Os benefícios das mulheres também as tornaram funcionárias menos atraentes e, durante a privatização, muitas empresas demitiram mulheres. Enquanto que 90% das mulheres estavam no mercado de trabalho na década de 1980, em 1991 as mulheres representavam 70 a 80% dos russos desempregados. Os empregos disponíveis para as mulheres na década de 1990 eram frequentemente em setores de baixos salários, e muitas descrições de cargos especificavam que apenas mulheres jovens e atraentes precisavam de se candidatar. As mulheres empregadas geralmente recebiam salários significativamente menores do que os homens a fazer o mesmo trabalho.

## Século XXI

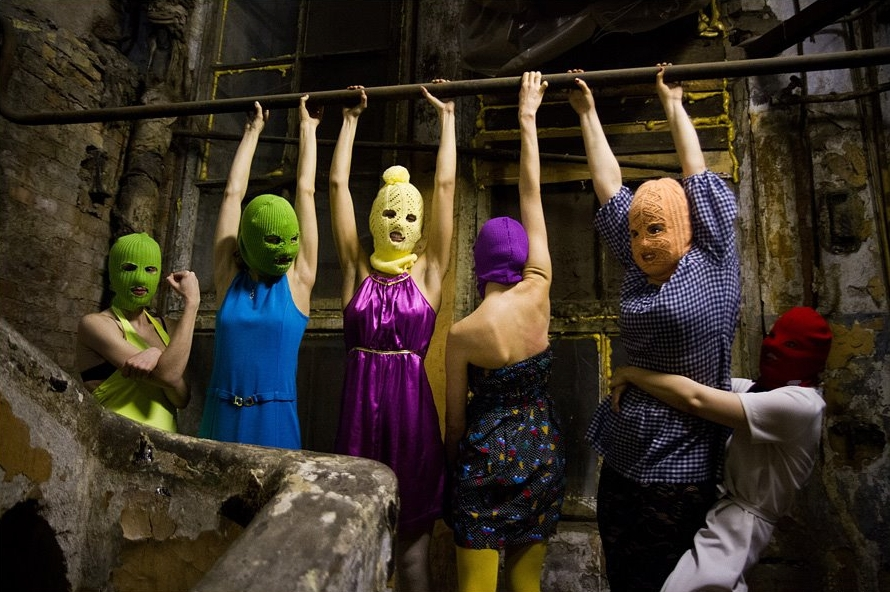
Membros da Pussy Riot, uma banda feminista russa de punk rock

Em 2003, 43 por cento dos administradores locais em São Petersburgo eram mulheres.
Em 2012, a banda feminista de punk rock Pussy Riot realizou habilidades publicitárias para mostrar a sua oposição a Vladimir Putin e enfrentou críticas da Igreja Ortodoxa Russa e do governo Putin. Três membros do grupo foram presas em março de 2012 depois de realizarem uma "oração punk" contra Putin na Catedral de Cristo Salvador em Moscovo. Durante o julgamento por hooligalismo, elas falaram sobre serem feministas e afirmaram que isso não era incompatível com a ortodoxia russa. No entanto, Larisa Pavlova, a advogada que representa a Igreja, insistiu que essa visão "não corresponde à realidade" e chamou o feminismo de "pecado mortal".

Em 2022, a Resistência Feminista Anti-Guerra lançou-se com um manifesto contra a invasão russa da Ucrânia e organizando uma deposição simbólica de flores em memoriais de guerra soviéticos no Dia Internacional da Mulher.